# Anniston (Alabama)
Anniston ist eine Stadt im Calhoun County im US-Bundesstaat Alabama, und Sitz (County Seat) der Countyverwaltung. Das U.S. Census Bureau hat bei der Volkszählung 2020 eine Einwohnerzahl von 21.564 ermittelt.
Anniston ist ein Standort der Eisen-, Stahl- und Baumwolle-Verarbeitung.
Anniston hat einen Flughafen mit dem IATA-Kürzel "ANB".

## Geographie
Anniston liegt im Osten Alabamas im Süden der Vereinigten Staaten. Es liegt wenige Kilometer westlich des 1600 Quadratkilometer großen Talladega National Forest sowie unmittelbar am Mountain Longleaf National Wildlife Refuge, das auch einen Teil des östlichen Stadtgebietes umfasst.
Nahegelegene Orte sind unter anderem Saks (unmittelbar im Westen angrenzend), West End-Cobb Town (unmittelbar im Westen angrenzend), Weaver (unmittelbar im Nordwesten angrenzend), Oxford (unmittelbar im Süden angrenzend) und Alexandria (2 km nordwestlich).

## Geschichte
1865 wurde eine Siedlung am Ort des heutigen Anniston während des Bürgerkrieges durch konföderierte Truppen zerstört und 1872 wieder aufgebaut. Die offizielle Geschichtsschreibung des Ortes beginnt im Jahr 1879, als die Woodstock Iron Works den Ort als Siedlung für ihre Arbeiter erbaut. Der Name leitete sich ursprünglich vom Namen der Frau des Besitzers der Gießerei ab. "Annie's Town". Anniston begann Anfang des Zwanzigsten Jahrhunderts rasant zu wachsen und entwickelte sich zur "Modellstadt des Südens" (ein Zitat des Journalisten Henry W. Grady) für das Miteinander industrieller Entwicklung, Arbeit und Lebens.
1917 wurde von der US-Armee der Stützpunkt Fort McClellan und ein Depot für Munition eingerichtet.
Ab 1929 wurde hier auch industriell Polychlorierte Biphenyle (PCB) für die Elektroindustrie hergestellt, bis die Toxizität der Substanz und der Grad der Umweltverschmutzung vor der Bevölkerung nicht länger geheim gehalten werden konnte und in den 1960er Jahren in einer landesweiten Debatte bekannt wurde.
Am 14. Mai 1961 wurde ein Bus der Bürgerrechtsbewegung Freedom Riders, welche gegen die Segregationsgesetze im Süden der USA protestierten, durch Bürger Annistons angezündet und die Insassen verprügelt.
Nach mehr als zehn Jahren Gutachten und Gerichtsverfahren zur Umweltverschmutzung in Anniston und Umgebung durch PCB und anderer Chemikalien, legte der verantwortliche Chemiekonzern Monsanto 1977 die Produktionsanlagen endgültig still. Heute gilt Anniston als ein historisches Mahnmal für verantwortungslose Industrialisierung ohne Rücksicht auf Mensch und Natur.
Seit 2003 ist die US-Armee und die von ihnen beauftragten Unternehmen zur Vernichtung der in Anniston gelagerten Vorräte an Nervengas (Sarin, Senfgas und VX) der größte Arbeitgeber in der Region.
47 Bauwerke und Stätten in Anniston sind im National Register of Historic Places (NRHP) eingetragen (Stand 4. Juli 2019), darunter das Calhoun County Courthouse.

## Bildung
In der Stadt gibt es eine Reihe von Schulen. Darunter die Anniston High School, die Anniston Middle School und fünf Grundschulen (Cobb Elementary, Constantine Elementary, Golden Springs Elementary, Randolph Park Elementary, Tenth Street Elementary). Darüber hinaus existieren mehrere private bzw. christliche Schulen und ein Community College, das Gadsden State Community College.

## Verkehr
Vom Norden in den Süden der Stadt verläuft der U.S. Highway 431, der über 895 Kilometer vom Süden Alabamas bis nach Kentucky verläuft. Südlich der Stadt verlaufen außerdem der Interstate 20, der auf 2470 Kilometern von Texas bis nach South Carolina führt, sowie auf streckenweise gemeinsamer Trasse der U.S. Highway 78 und die Alabama State Route 4.
Vom Bahnhof kann man mit dem Zug nach New York, Philadelphia, Baltimore, Washington, Charlotte, Atlanta, Birmingham und New Orleans fahren.
Etwa 75 Kilometer westlich der Stadt liegt außerdem der Birmingham-Shuttlesworth International Airport.

## Söhne und Töchter der Stadt
- Jonathan Allen (* 1995), American-Football-Spieler
- Glenn Andrews (1909–2008), vom 3. Januar 1965 bis zum 3. Januar 1967 Mitglied des Repräsentantenhauses der Vereinigten Staaten
- James Edward Blackwell (1925–2020), afroamerikanischer Soziologe
- Michael Biehn (* 1956), Filmschauspieler
- Forrest Carter (1925–1979), Redenschreiber
- Louie Crew (1936–2019), Anglist und LGBT-Aktivist
- Michael Curry (* 1968), Basketballspieler der NBA und -trainer
- William L. Dawson (1899–1990), Komponist, Chordirigent und Musikpädagoge
- Richard Durrett (* 1951), Mathematiker
- Bobby Edwards (1926–2012), Sänger
- Ruth Elder (1902–1977), Flugpionierin und Schauspielerin
- Fred A. Gorden (* 1940), Generalmajor der United States Army
- James R. Hall (* 1936), Generalleutnant der United States Army
- Lamar Jeffers (1888–1983), Offizier und Politiker
- Lucky Millinder (1900–1966), R&B- und Swing-Bandleader und Sänger
- Bob Penny (1935–2022), Literaturprofessor und Schauspieler